# Хуан Габріель Васкес
Хуан Габріель Васкес (ісп. Juan Gabriel Vásquez; нар. 1973, Богота) — колумбійський письменник та перекладач, найбільше відомий як автор роману «Звук речей, що падають» (2011).

## Життєпис
Хуан Гарбіель Васкес вивчав юриспруденцію у Національному університеті Розаріо у Боготі, по завершенні якого вирушив до Франції. З 1996 по 1999 роки жив у Парижі. У Сорбонні здобув докторський ступінь з латиноамериканської літератури, згодом переїхав до невеличкого містечка у бельгійських Арденнах. Рік потому Васкес переїхав до Барселони, де жив до 2012 року. Мешкає у Боготі.
У 2014 році став лауреатом Дублінської літературної премії за роман «Звук речей, що падають». На здобуття премії роман номінувала бібліотека Мехіко. Васкес став першим лауреатом цієї премії з Північної Америки. Частину грошової винагороди отримала і Енн МакЛін, яка переклала роман англійською.
Васкес пише рецензії, есеї та огляди. Він є колумністом колумбійської газети «El Espectador» та автором біографії Джозефа Конрада. Міжнародний успіх йому принесли романи «Інформатори» (ісп. Los informantes), «Таємна історія Костагуани» (ісп. Historia secreta de Costaguana) та «Звук речей, що падають» (ісп. El ruido de las cosas al caer). Не любить згадувати про свої перші романи, «Persona» та «Alina suplicante». «Мені б хотілося, щоб ця частина мого минулого залишалася забутою. В мене є на це право» — зазначає він.
Оповідання Васкеса з'являлися у численних антологіях, його романи перекладено багатьма мовами. Свого часу він перекладав Віктора Гюго, Е. М. Форстера та Джона Херсі.